# Mascoutah, Illinois
Mascoutah är en stad (city) i St. Clair County, i delstaten Illinois, USA. Enligt United States Census Bureau har staden en folkmängd på 7 489 invånare (2011) och en landarea på 24,6 km².